# A halláskárosodás típusai

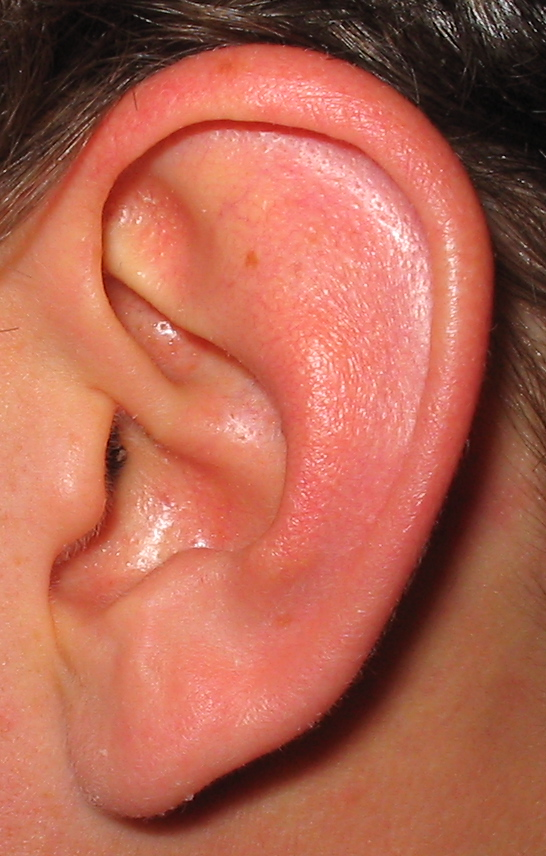
Az emberi fül

A halláskárosodás a hallásérzékenység tetszőleges mértékű romlása az egészséges fiatal felnőttek hallásához képest. A halláskárosodás az egyik legsűrűbben előforduló testi károsodás. Magyarországon például a felnőttek 10 százaléka szenved valamilyen hallászavarban.
A környezettel való kapcsolattartásban a hallásfunkció fontos szerepet játszik, e képesség elvesztése a biztonságot nyújtó háttérzajtól fosztja meg részben, vagy teljesen az embert. Mivel a hanglokáció segítségével meg tudjuk határozni a környezetből eredő hangforrások helyét és távolságát, így a hangot kiadó tárgyak, élőlények felderítésében is alapvető jelentőségű hallásunk. Ebből következik, hogy a hallás zavara tájékozódásbeli problémát is maga után von.
Helen Keller szerint a süketség megfoszt a nyelv alapját képező hangtól, az emberi hangtól, amelynek segítségével ki tudjuk fejezni gondolatainkat, és részesei lehetünk más emberek intellektuális társaságának… 

## A halláskárosodás két típusa

### Vezetéses hallászavar

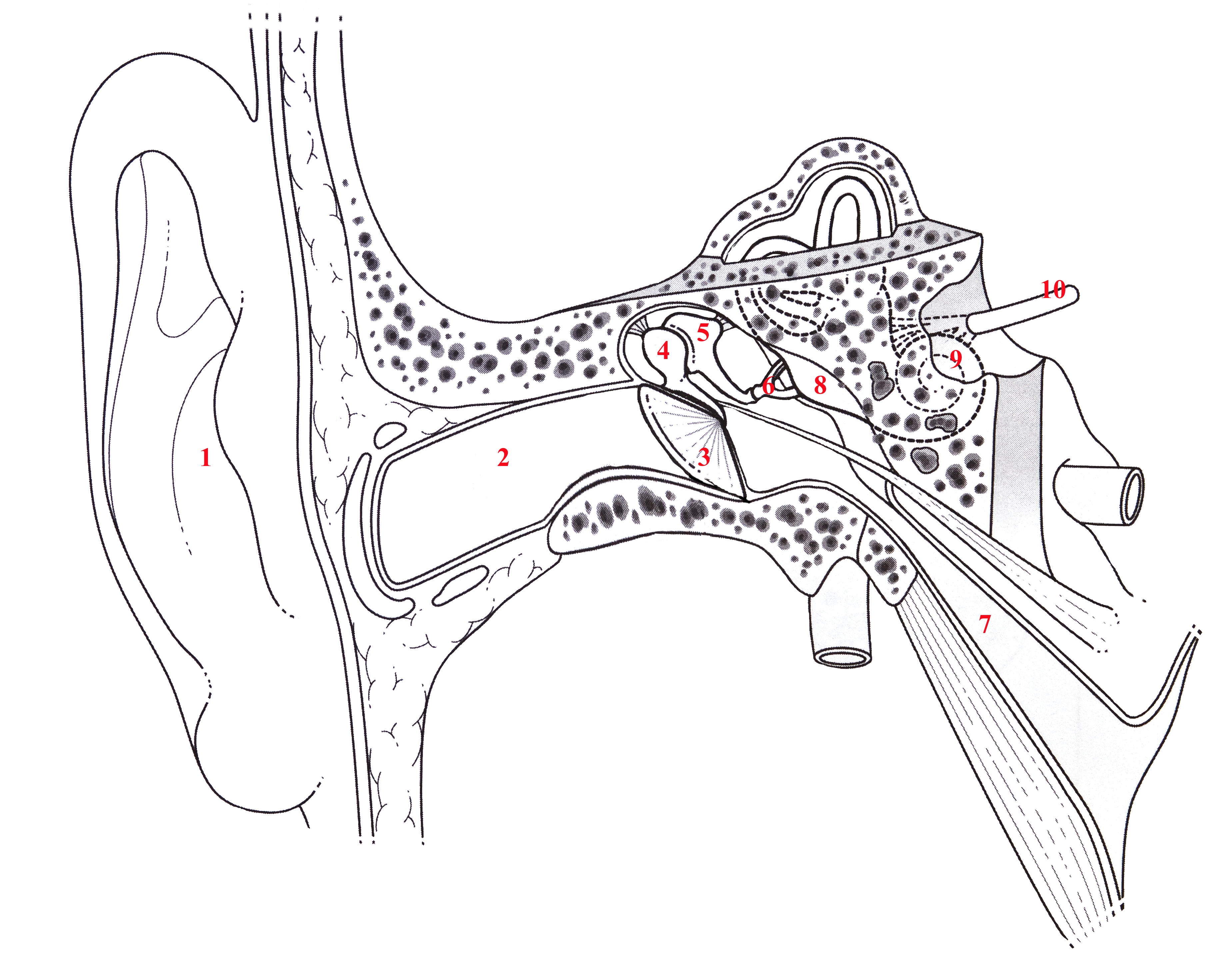
Az emberi fül anatómiai felépítése1. fülkagyló 2. külső hallójárat 3. dobhártya 4. kalapács 5. üllő 6. kengyel 7. fülkürt 8. belső fül 9. csiga 10. egyensúlyideg

A külső fül vagy a középfül betegsége okozza a vezetéses hallászavart. E két rész továbbítja a hangenergiát az érzékszervekig, melyek a belső fülben helyezkednek el. Általánosan jellemző az érzékenység csökkenése valamennyi frekvenciára nézve.
Kiváltó tényező lehet a fülzsír felhalmozódása a külső fül járataiban (mely orvosolható a külső hallójárat tisztításával), valamint a fülgyulladás például. A gyulladás  folyadékot halmozhat fel a középfülben, ha pedig az Eustach-kürtöt (nyomásszabályozó a középfülben) is érinti, akkor a dobhártya repedését okozó nyomásnövekedést eredményez. Ha gyulladás ráhúzódik a középfül kamrájára, csontbetegség jöhet létre, mely sebészi beavatkozást igényel.
Vezetéses halláskárosodást okoz az otoszklerózis nevű betegség, amely a kengyel fokozatosan kialakuló mozgásképtelenségét okozhatja. A kengyel a csonthíd utolsó eleme a középfülben, ez vezeti a hangrezgéseket az ovális ablakra, ezáltal nyomáshullámot létrehozva a csigafolyadékban. A kengyel mobilitási képtelenségét egy szivacsos anyag okozza, mely a kiindulásához közel rakódik le. Ezen anyag megszilárdulása teszi lehetetlenné a kengyel mozgását. Az otoszklerózis kiváltó tényezői egyelőre ismeretlenek, fiatal felnőtteknél és nőknél gyakrabban fordul elő. A betegség egészen addig orvosolható, amíg nem terjed rá a fül egyéb részeire. Ha az elváltozás csak a kengyelt érinti, akkor azt műtét során eltávolítják, műanyag implantátumot ültetnek be a helyére, és ez a normális hallás visszarendeződéséhez vezet.
Mivel az otoszklerózis progresszív betegség, gyakran érintheti a csigát is, ilyenkor a kengyel sebészi „helyettesítése” sem segít. Az orvosok feladata olyan vizsgálatok elvégzése, melyek a csiga érintettségét mutatják ki. Ennek megoldására a csontvezetés bizonyult alkalmas módszernek. Csontvezetéssel a csiga elérhető a kengyel megkerülésével, mivel egy kellő erősségű rezgés a koponya csontjain keresztül „megtalálja” a csigát, így éppen olyan nyomáshullámok keletkeznek benne, mint amikor a normális úton (külső fül, középfül) jutottak volna el ide a hanghullámok.

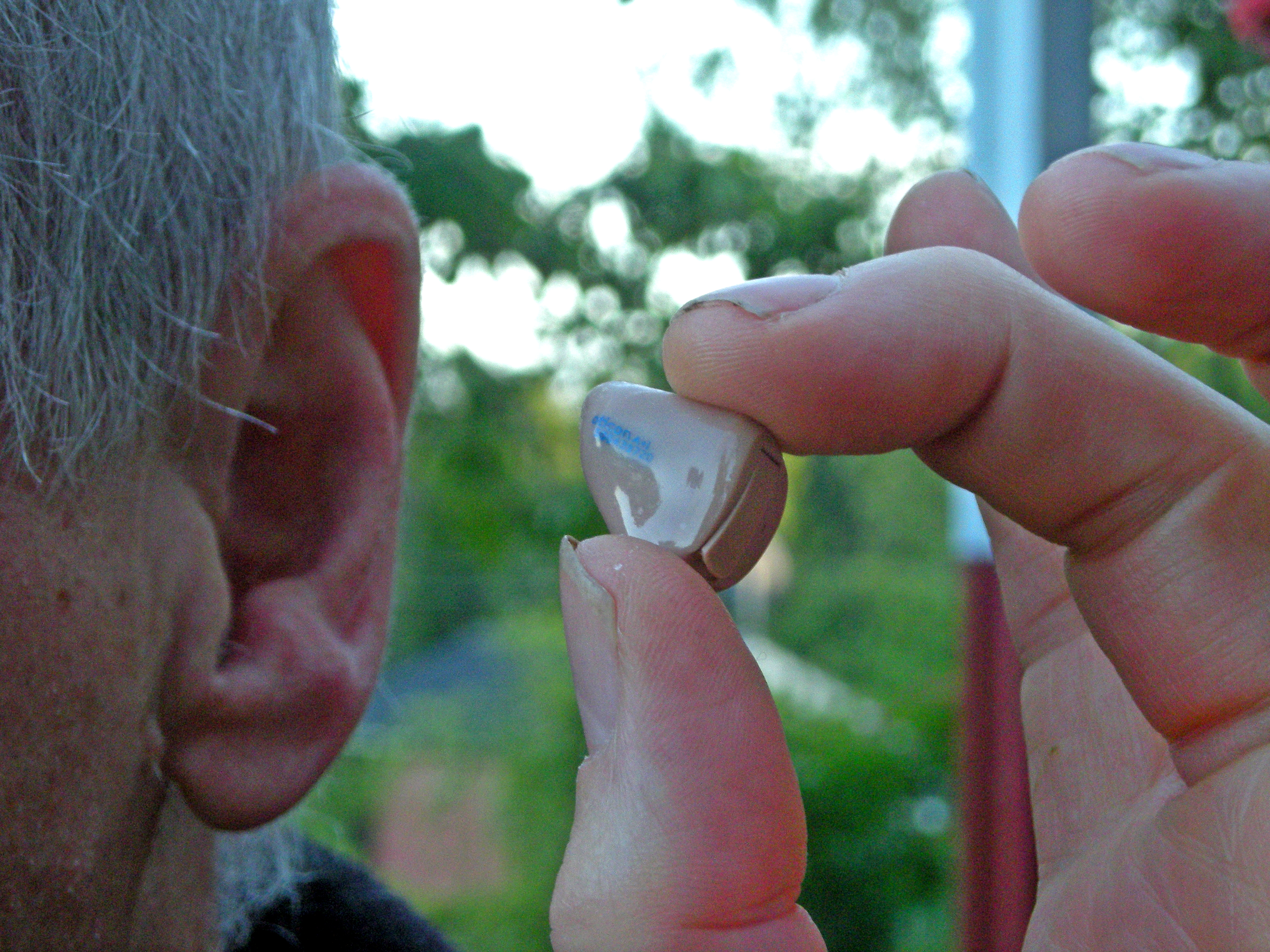
Hallókészülék

Érdekesség, hogy saját hangunk bizonyos részét csontvezetés útján halljuk, így ha magnófelvételen visszajátsszuk beszédünket, egészen másnak érzékeljük, mint ahogyan azt megszoktuk. A koponyán keresztül terjedő hangok nem annyira erősek, mint a fülön keresztül érkezők, mivel ezek kihagyják a középfül felerősítő rendszerét. Így egészséges hallású embereknél a koponya által vezetett hangok küszöbértékei 30 dB-lel magasabbak, mint a közvetlenül a fülbe jutott hangok küszöbértékei. A csontvezetéses hallás küszöbértékét úgy állapítják meg, hogy egy rezgő hangvillát érintenek a fül mögötti koponyacsonthoz. Ha a csontvezetéses hallás küszöbértékei elfogadhatóak, akkor a csigát nem „tette tönkre”az otoszklerózis, tehát a kengyel sebészeti helyettesítése hatásos terápiás eljárásnak bizonyul. A vezetéses halláskárosodás javítására már meglévő segédeszközöket, hallókészülékeket alkalmazhatunk. Mivel ilyen károsodásban a hang energiája gyengül, a készülékek a hang erősítésével segítenek a problémán, mégpedig úgy, hogy a hangokat elektromos jelekké konvertálják. E jeleket 60 dB-ig erősítik, majd visszaformálják hangenergiává. Ideális eszközök a beszéd frekvenciáit (200 és 8000 Hz között) erősítik fel, melynek hátránya egyéb hangok (zene, egyéb hangok) torzulása, háttérbe szorulása. Persze van egy nagyon egyszerű, de mégis hatásos hallást javító eszköz: a kéz. Ha kezünk tölcsér alakot vesz fel,  akkor előzőleg kihagyott hullámok is fülünkbe juthatnak, és 6 dB-lel emelhetjük a hangintenzitást.

### Érzékszervi-idegi halláskárosodás
Minden olyan tényező, ami a csiga, vagy a hallóideg roncsolását eredményezi, hallászavarhoz vezethet. Ilyen például az életkor, a környezetünkben mindenképpen előforduló zajhatás, az esetleges narkotikumok, és még számos veszélyforrás.
Az életkor előrehaladtával (főként ipari társadalmakban) szinte elkerülhetetlenül romlik hallásunk, csökken érzékenységünk a magas frekvenciákra nézve. A szelektív, magas frekvenciákat érintő halláskárosodás rendkívül hamar elkezdődik sajnos. Egy vizsgálat szerint a 30 éves emberek a 15000 Hz-nél magasabb, 50 év felettiek a 12000 Hz-nél magasabb frekvenciákat nem képesek hallani, a 70 évesek számára pedig az érzékelt frekvenciák felső határa 6000 Hz-re lecsökken, ami a normál beszéd tartományán belül van. Érdekesség, hogy a férfiak halláskárosodás terén felülmúlják a nőket.
Számos elképzelés kialakult arra nézve, hogy az életkor milyen mechanizmusok által csökkenti hallóképességünk. Békésy szerint az életkor előrehaladtával a csiga hajlékonysága csökken. Más kutatók a csiga vérellátásának öregedéssel járó romlását emelik ki okként, amely a szövetpusztulást vonja maga után. Mások azt állítják, hogy a különféle zajhatások egy élet során folyamatos romlást okoznak a hallásban. Ezt bizonyítják azok a kutatások, melyek szerint a zajszennyezéstől mentes környezetben élő 70 éves afrikaiak hallása rendben van.
Zajhatás következtében az érzékszervek károsodnak a belső fülben. Gyakran erős, hirtelen hangingerek okozhatnak maradandó halláskárosodást, de funkciócsökkenést válthatnak ki a tartósan hangos zajok is. A felsőoktatási intézmények hallgatói esetében például a halláskárosodás két legfőbb kiváltója a hangos zene, és a fülhallgató. Tartós zajhatás lehet foglalkozási ártalom is, gondoljunk az összeszerelő műhelyekben, repülőtereken dolgozókra. Azonban teljesen hétköznapi környezetben is eléri az embert számos veszélyforrás (szirénahang, városok zúgása), felmérések szerint egy chicagói utca zajszintje elérheti a 100 dB értéket, a földalattiban pedig még magasabb ez az érték. Bár ezek tényezők nem okoznak tartós süketséget, de megemelik hallásküszöbünket. Itt kell beszélnünk az átmeneti küszöbeltolódás fogalmáról: a hallás érzékenységének átmeneti romlása a zajhatás következtében. Az eltolódás mértékét a zaj hangossága és időtartama befolyásolja. E két tényezőtől függ a normális küszöbérték visszaállásáig eltelt idő is. Érdekes, hogy alacsony frekvenciájú zaj esetén a nők kisebb küszöbeltolódást mutatnak, mint a férfiak, viszont a férfiak küszöbeltolódása alacsonyabb a magas frekvenciájú zaj esetében.
Sok, gyakran alkalmazott narkotikum rosszul hat a hallásra, ilyen például a nikotin, vagy az aszpirin. Az erős dohányosok tiszta hangra adott küszöbe megemelkedik a nem dohányzókhoz képest. A nikotin ráadásul összehúzódást okoz a fül ereiben, így vérellátási zavart létrehozva abban.
Az aszpirin nagyobb dózisban alkalmazva átmeneti halláskárosodással járhat, a magas frekvenciák esetében nagyobb mértékű romlást létrehozva, szemben az alacsony frekvenciákkal. A gyógyszerszedés abbahagyása után rendeződik a hallás. Aszpirinnel végzett kísérletek azt mutatják, hogy az aszpirint szedő emberek érzékenyebbé válnak a zajhatásokra.

## Külső hivatkozások
- A halláskárosodás típusai